# Rote Hilfe (Verein)
Die Rote Hilfe e. V. (abgekürzt RH) ist ein Verein zur Unterstützung linker Aktivisten, die im Rahmen ihrer politischen Aktivitäten mit dem Gesetz in Konflikt geraten sind. Er sieht sich selbst als „parteiunabhängige strömungsübergreifende linke Schutz- und Solidaritätsorganisation“. Die Rote Hilfe verfügt über einen wachsenden Mitgliederbestand, der 2023 bei 14.800 Personen lag (2017: 8.500, 2018: 9.200, 2019: 11.900, 2021: 12.100, 2022: 13.100). Es existieren rund 40 Orts- und Regionalgruppen sowie eine Bundesgeschäftsstelle in Göttingen.
Die Verfassungsschutzbehörden von Bund und Ländern stufen den Verein als linksextremistisch ein und werfen ihm insbesondere die Unterstützung von Gewalttätern vor.

## Geschichte

### Vorgeschichte
Die Rote Hilfe sieht sich in der Tradition der Roten Hilfe Deutschlands (RHD), die von 1924 bis zu ihrer Selbstauflösung 1936 existierte. Nach der Machtübernahme der Nationalsozialisten wurden deren wichtigste Organe bereits 1933 verboten, woraufhin sie unter den erschwerten Bedingungen der Illegalität noch drei Jahre weiterarbeitete.

### Von der 68er-Bewegung zum RAF-Terrorismus
Die Studentenbewegung in den 1960er Jahren begann mit Protesten gegen Strukturen an den Universitäten und dehnte sich bald auf die Kritik an sozialen und politischen Verhältnissen der Bundesrepublik aus. Als nach den ersten größeren Demonstrationen der Jahre 1967/68 mit strafrechtlicher Verfolgung politisch engagierter Linker gerechnet wurde, wurde die Rechtshilfe der außerparlamentarischen Opposition (APO) gegründet. Nach ersten Verurteilungen kam die Betreuung von Gefangenen dazu. Als 1969 Reinhard Wetter, ein Aktivist der APO, verhaftet wurde, wurde vom 12. bis 19. Juli 1969 zur „Roten Knastwoche“ aufgerufen. Vor der Justizvollzugsanstalt in Ebrach wurde das erste „Knastcamp“ organisiert, um sich für die Freilassung Wetters einzusetzen.
Ausgehend von den seit 1968 entstandenen Rechtshilfe- und Gefangenenhilfe-Gruppen der außerparlamentarischen Opposition (wie die Republikanische Hilfe in Frankfurt am Main) gründeten sich ab 1970 in verschiedenen westdeutschen Städten autonome Rote-Hilfe-Gruppen, die erste 1970 im Westteil Berlins – überwiegend bestehend aus jungen linken Medizinern und Pflegekräften aus Krankenhäusern, die sichtbar Straßen-Demonstrationen begleiteten und versorgten. Sie wurde von verschiedensten Gruppen aus den Flügeln der APO und von kommunistischen Parteien getragen. Es folgten Rote-Hilfe-Gründungen in anderen Städten: München, Hamburg, Köln, Frankfurt, Fulda, Gießen, Nürnberg, Erlangen, Würzburg, Marburg, Kassel, Wetzlar, Stuttgart, Karlsruhe, Heilbronn, Kiel, Flensburg.
Die zunächst durch die Rote Hilfe Westberlin herausgegebene Zeitung „Rote Hilfe. Nachrichten & Mitteilungen“ wurde ab dem Herbst 1972 mit der Nummer 14 überregional abwechselnd von den Roten Hilfen Frankfurt, Hamburg, München und Westberlin publiziert. Die Ausgaben spiegelten daher auch das politische Spektrum der beteiligten Gruppen wider.
Im Jahr 1970 wurden Personen aus verschiedenen Gruppen verhaftet: Horst Mahler, Monika Berberich, Irene Goergens, Hilmar Budde und Heinz-Georg „Jimmy“ Vogler. Die Prozessvorbereitung und der Einsatz gegen die Isolationshaft bildeten in dieser Zeit den Schwerpunkt der Rote Hilfe-Aktivitäten.
Aktivisten aus der Umgebung der Bewegung 2. Juni und anarchistische Gruppen wandten sich gegen die ausschließliche Orientierung auf Personen, die sie als politische Gefangene ansahen. Die ersten anarchistischen Schwarze-Hilfe-Gruppen wurden gegründet, die sich für alle Gefangenen einsetzen wollten und den Begriff des politischen Gefangenen ablehnten.
Mit der Gründung der zentral organisierten Roten Hilfe e. V. (dieser Verein ist nicht zu verwechseln mit der heutigen Roten Hilfe e. V.) durch die KPD/AO spaltete sich die Rote-Hilfe-Bewegung.
Von ihrem eigentlichen Anliegen, Aktivisten der APO zu unterstützen, die mit Polizei und Justiz in Konflikt geraten waren, hatten sich die Roten Hilfen nach und nach entfernt. Zu den Schwerpunkten der Rote-Hilfe-Aktivitäten gehörten seit 1970 sowohl die Vorbereitung der Prozesse, als auch das Engagement für verbesserte Haftbedingungen der inhaftierten Mitglieder von Terrorgruppen, wie der RAF oder der Bewegung 2. Juni. Die unkritische Haltung der Roten Hilfen gegenüber Behauptungen, welche inhaftierte RAF-Mitglieder über ihre Haftbedingungen aufstellten, erregte die Aufmerksamkeit des Bundesverfassungsschutzes.
Ab 1973 entstanden hauptsächlich auf Initiative der Kommunistischen Partei Deutschlands/Marxisten-Leninisten (KPD/ML) weitere RH-Gruppen, die dieser Partei nahe standen. Ostern 1974 kam es bei einem gemeinsamen Treffen aller Rote- und Schwarze-Hilfe-Gruppen in Bochum zu einem Bruch aus politischen Gründen, der am 26. Januar 1975 zur Gründung der KPD/ML-nahen Rote Hilfe Deutschlands (RHD) führte.

### Gründung 1975
Am 26. Januar 1975 wurden vom Gründungskongress Programm und Statut der Roten Hilfe verabschiedet. In diesem Programm konstatierte die RH politische Unterdrückung in verschiedenen gesellschaftlichen Bereichen, wandte sich gegen die Notstandsgesetze, forderte die Beseitigung von Sondergesetzen und Freiheit für alle inhaftierten linken Aktivisten und verkündete den Kampf gegen die bürgerliche Klassenjustiz. Laut Statut verstand sich die Rote Hilfe als „revolutionäre Massenorganisation zum Kampf gegen die politische Unterdrückung der Werktätigen durch die Bourgeoisie“. Das Programm war maßgeblich von der politischen Linie der KPD/ML, welche die Gründung der Roten Hilfe initiiert hatte, bestimmt. Der größte Teil der Mitglieder in dieser Zeit war auch Mitglied in der KPD/ML. Nachdem sich die RH Anfang der 1980er Jahre politisch geöffnet hatte, wurde sie 1986 in Rote Hilfe e. V. umbenannt.
Seit Mitte der 1980er Jahre ist die Rote Hilfe dezentral organisiert. 1986 beschloss die Bundesdelegiertenkonferenz die Umbenennung von Rote Hilfe Deutschlands (RHD) in Rote Hilfe e. V.
1989 wurde das Thema Abschiebung vermehrt in den Vordergrund gerückt. Anfang der 1990er Jahre griff die Rote Hilfe die Kampagne „Anna und Arthur halten’s Maul“ auf und führte sie im Jahr 2000 unter dem Slogan „Bitte sagen Sie jetzt nichts!“ weiter. Darin werden Beschuldigte in jeglichen Verfahren zur totalen Aussageverweigerung aufgefordert, da jede Kooperation mit Strafverfolgungsbehörden diese in ihrer Verfolgungs- und Unterdrückungsarbeit unterstütze.

### Heutiges Wirkungsfeld

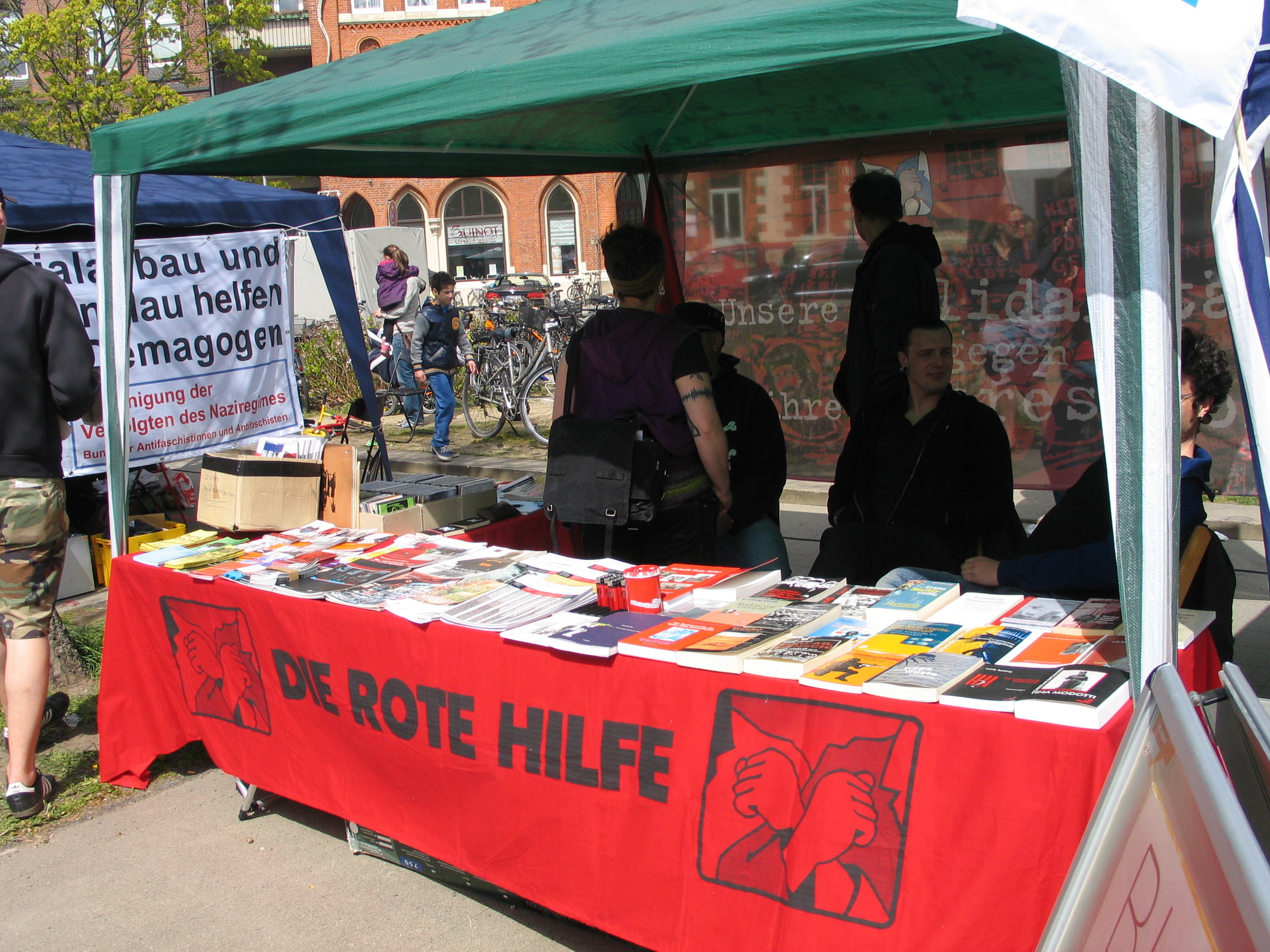
Infostand der Roten Hilfe 2013 in Hannover

In den 1970er Jahren stand die neu gegründete Rote Hilfe anfänglich im Umfeld der Stadtguerilla wie der RAF und der Bewegung 2. Juni im Licht der Öffentlichkeit. Inzwischen sieht sie sich als Bündnisorganisation, die sich für politische Gefangene und gegen Repression einsetzt. Sie unterstützt Beschuldigte, Angeklagte und Straftäter aus dem linken Spektrum. Dies geschieht primär durch juristische Unterstützung derjenigen, die bei politisch motivierten Aktivitäten verhaftet wurden, die von Strafverfolgung betroffen sind oder gegen die Ermittlungsverfahren anhängig sind.
Die Rote Hilfe leistet Unterstützung durch Medienarbeit, Beratung und gemeinsame Vorbereitung von Prozessen und Organisation von Demonstrationen und bezuschusst vor allem Rechtsanwalts- und Verfahrenskosten. 2019 wurden dazu rund 220.000 Euro zur Unterstützung von Einzelpersonen und der Gefangenenbetreuung ausbezahlt. Sie unterstützte die Kampagne gegen die Wiedereinführung von Berufsverboten, die maßgeblich einen ehemaligen Bundesvorstand betraf. Daneben setzt sich die RH auch gegen das Betätigungsverbot der als verfassungsfeindlich eingestuften kurdischen PKK ein, fordert die Streichung von der EU-Terrorliste und unterstützt deren Rechtshilfefonds Azadi finanziell. Ferner unterstützt sie Asylbewerber, denen die Abschiebung droht.
Vor Großdemonstrationen linker Gruppierungen werden oft sogenannte Ermittlungsgruppen, Ermittlungsausschüsse (EA) oder „Legal Teams“ gebildet und Vertreter in die Menschenmenge geschickt, um über Verhaftungen informiert zu sein. Es werden „Notrufnummern“ veröffentlicht, über die Festgenommene juristischen Beistand anfordern können.
Der Verein publiziert die vierteljährlich erscheinende Zeitschrift Die Rote Hilfe, die seit 2010 auch am Kiosk erhältlich ist und in einer Auflage von 10.600 Stück (Anfang 2019) erscheint. Die Broschüre Was tun wenn’s brennt?, die Namenspate für den gleichnamigen deutschen Film stand, enthält Empfehlungen für das Verhalten von Betroffenen bei der Festnahme auf Demonstrationen, bei Hausdurchsuchungen oder anderen polizeilichen Maßnahmen. Er vertreibt die Musik-Doppel-CD „Rote Hilfe Soli Sampler“. Darauf findet sich in einem der 40 Titel umfassenden Sammlung auch die Liedzeile „Ich scheiß auf Gesetze und will Klassenkampf“.
Die Linksfraktion im hessischen Landtag benannte 2008 die Rote Hilfe als Sachverständige in einer Anhörung zur Neufassung des Polizeigesetzes. Nach Angaben der Tageszeitung Neues Deutschland sei sie in ähnlicher Angelegenheit 2013 vom thüringischen Landtag angehört worden.

### Verbotsdiskussion
Der Verfassungsschutzbericht 2016 gibt 8000 Unterstützer und Anhänger in 51 Ortsgruppen an. Dies ist beinahe eine Verdopplung der Zahlen seit 2006, damals wurden 4300 Personen als Unterstützer und Anhänger in 35 Ortsgruppen gezählt. Sicherheitskreise sprechen von einem „kontinuierlichen Anstieg der Mitgliedszahlen“. Es heißt zudem, die Krawalle beim G-20-Gipfel im Jahr 2017 und die anschließenden Anklagen hätten zu einer zusätzlichen Stärkung des Vereins geführt. Anfang 2019 liegt die Mitgliederzahl bei über 10.300. Als Grund für den erneuten Anstieg wird die aktuelle Diskussion um ein Verbot des Vereins, insbesondere bei den Äußerungen von Bundesinnenminister Horst Seehofer dazu, vermutet.
Nachdem die Mitgliederzahlen der Roten Hilfe so deutlich gestiegen waren, engagierte sich 2018 der Bundestagsabgeordnete Armin Schuster (CDU) für ein Verbot des Vereins durch das Innenministerium unter Horst Seehofer (CSU). Laut Auffassung der Bundesregierung leiste die Rote Hilfe „linksmotivierten Straf- und Gewalttätern politische und finanzielle Unterstützung“. Der Verein diskreditiere das Rechtssystem pauschal als „Gesinnungsjustiz“. Seine Unterstützung für linke Straftäter gehe „über den Bereich einer zulässigen Verfassungskritik hinaus“. Auch trete er für eine „mit dem Grundgesetz unvereinbare sozialistisch-kommunistische Staatsordnung“ ein. All dies seien „verfassungsfeindliche Ziele“. Das Innenministerium äußerte sich zu „etwaigen Verbotsüberlegungen“ nicht öffentlich. Das Nachrichtenmagazin Focus berichtete hingegen im November 2018, dass Seehofer die Rote Hilfe tatsächlich verbieten wolle. Dies wurde von der Bundestagsabgeordneten Ulla Jelpke (Die Linke) als ein „rein politisch kalkuliertes Manöver“ kritisiert. Die Jusos forderten auf ihrem Bundeskongress die SPD dazu auf, „das angekündigte Verbot zu verhindern“, da sich die Rote Hilfe für Grundrechte engagiere. Die Bundestagsabgeordnete Irene Mihalic (Bündnis 90/Die Grünen) sagte, ihr seien keine Gründe bekannt, die ein Verbot rechtfertigen würden.
Im Februar 2019 stellte die Fraktion der AfD im Landtag von Nordrhein-Westfalen den Antrag, die Landesregierung aufzufordern, „sich gegenüber der Bundesregierung und auf Bundesebene nachdrücklich für ein bundesweites Verbot der Roten Hilfe e. V. einzusetzen“ und „auf Landesebene die Möglichkeit eines rechtssicheren Verbots der in Nordrhein-Westfalen ansässigen Orts- und Regionalgruppen zu prüfen, und – wo möglich – herbeizuführen“. Der Antrag wurde nach Beratung einstimmig an den Innen- und Rechtsausschuss überwiesen, wo er am 4. April 2019 in der 34. Sitzung des Innenausschusses mit den Stimmen der Fraktionen von CDU, SPD, FDP und BÜNDNIS 90/DIE GRÜNEN gegen die Stimmen der AfD-Fraktion abgelehnt wurde.

## Positionen, Ziele und Arbeitsweise

### Eigendarstellung
In ihrer Selbstdarstellung formuliert die Rote Hilfe ihre Ziele wie folgt: Die Rote Hilfe will zusammen mit den Angeklagten den Prozess vorbereiten und legt besonderen Wert darauf, der Öffentlichkeit den „politischen Hintergrund“ der Straftaten bekanntzumachen. Mittels Solidaritätsveranstaltungen, gesammelter Spenden und Mitteln aus den Mitgliedsgebühren will die Rote Hilfe dafür Sorge tragen, dass vor allem die Anwalts- und Gerichtskosten anteilsweise oder in voller Höhe übernommen werden. In besonderen Fällen werden auch Zahlungen zum Lebensunterhalt geleistet, beispielsweise bei hohen Geldstrafen oder Verlust des Arbeitsplatzes. Die Rote Hilfe fordert die Freilassung von politischen Gefangenen in allen Ländern und tritt dafür ein, dass Haftbedingungen verbessert werden und insbesondere die Isolationshaft aufgehoben wird. Die Hilfe in der Bundesrepublik Deutschland soll unabhängig von Parteizugehörigkeit oder Weltanschauung an Personen geleistet werden, die im Sinne der Rote Hilfe politisch tätig sind. Politische Betätigung im Sinne der Rote Hilfe ist „das Eintreten für die Ziele der ArbeiterInnenbewegung, der antifaschistische, antisexistische, antirassistische, demokratische oder gewerkschaftliche Kampf und der Kampf gegen die Kriegsgefahr“.

### Verhältnis zur RAF
Die Rote Hilfe distanziert sich laut der Tageszeitung Die Welt bis heute nicht von den Taten der Rote Armee Fraktion (RAF). So druckte die Vereinszeitung 2016 eine Solidaritätsbekundung an die mutmaßlichen ehemaligen RAF-Terroristen Burkhard Garweg, Ernst-Volker Staub (die noch immer wegen diverser Taten gesucht werden) und der inzwischen gefassten Daniela Klette, sprach dabei von einer „unnachgiebigen Menschenjagd“ und wünschte den Angesprochenen „viel Kraft und Lebensfreude. Lasst es Euch gutgehen … und lasst Euch nicht erwischen!“ Der Verfassungsschutz sieht dieses und andere Beispiele als Beleg dafür, dass „in Teilen der linksextremistischen Szene bis heute ein Gefühl der inneren Verbundenheit zur RAF besteht“. Der Bundesvorstand der Roten Hilfe e. V. reagierte darauf mit dem Hinweis, der Verein mache sich seit Gründung weder ein politisches Programm zu eigen noch unterstütze er Organisationen insgesamt, trete aber für die Rechte von angeklagten oder inhaftierten politischen Aktivisten und gegen Organisationsverbote ein. Zur Verhaftung von Daniela Klette im Februar 2024 schrieb die Rote Hilfe, sie sei „das Ergebnis einer jahrzehntelangen Verfolgungswut und dem staatlichen Rachebedürfnis gegen ehemalige Mitglieder der Stadtguerilla-Gruppen“. Zu erwarten sei ein „politisch motivierter Gesinnungsprozess“, in dem sämtliche rechtsstaatlichen Standards außer Kraft gesetzt würden. Zur Solidaritätsdemo rief die Rote Hilfe unter dem Motto „Stoppt den Staatsterrorismus!“ auf.

### Voraussetzungen für Hilfe
Die Rote Hilfe erwartet von unterstützten Personen, dass sie in der Regel die Aussage, ob als Zeuge oder Beschuldigter, bei der Polizei, der Staatsanwaltschaft und vor Gericht verweigern, um sich zu schützen und andere Beteiligte nicht zu gefährden. Nach Einzelfallprüfung kann der Bundesvorstand die Unterstützung streichen oder kürzen, wenn sich die Antragssteller von ihren Taten distanzieren oder andere Personen belasten. Zudem können die Regelsätze auf Unterstützung gekürzt oder gestrichen werden, wenn sich der Beschuldigte entschuldigt oder Reue zeigt (z. B. durch Täter-Opfer-Ausgleich), auch hier findet eine Einzelfallprüfung durch den Bundesvorstand statt. Beispielsweise wurde einem Verurteilten, der sich vor Gericht für einen Flaschenwurf gegen Polizisten entschuldigte und Reue zeigte, die Prozesskostenunterstützung gekürzt. In ihrer Mitgliedszeitschrift schrieb der Verein zu dieser Praxis 2010, dass in Fällen, „bei denen es eine Distanzierung von der vorgeworfenen Tat oder eine Entschuldigung bei Polizist/-innen gab, […] in der Regel die Unterstützung abgelehnt oder gekürzt“ werde. Auf der Website der Organisation steht in den FAQ als Antwort:
„Der Bundesvorstand kann den Regelsatz kürzen bzw. die Unterstützung ganz ablehnen, wenn nach umfassender Einzelfallprüfung festgestellt wird, dass es im Rahmen eines Strafverfahrens zu Aussagen oder gar zur Zusammenarbeit mit Polizei, Staatsanwaltschaft oder Gericht gekommen ist. […] Bei Geständnissen vor Gericht und/oder Entschuldigungen für die vorgeworfene ‚Tat‘ kann der Regelsatz – nach Prüfung des Einzelfalls – gekürzt oder der Antrag auf Unterstützung abgelehnt werden.“
Michael Csaszkóczy, Mitglied im Bundesvorstand, bekräftigte, wer die Tat bereue, die ihm vorgeworfen wird, sei kein Fall für die Rote Hilfe. Aussageverweigerung bei Polizei und Staatsanwaltschaft sei nicht nur aus prozessualen Gründen geboten, sondern auch ein Erfordernis der Solidarität.

## Einstufungen

### Staatliche Einstufungen

#### Verfassungsschutz
Die Rote Hilfe wurde bereits Anfang der 1970er Jahre in Verfassungsschutzberichten erwähnt. Grund war das Verhältnis zur RAF. Der Verfassungsschutzbericht von 1972 urteilte über die Arbeit der Roten Hilfe: „Die ‚Rote Hilfe‘ […] sucht unter Anhängern der ‚Neuen Linken‘ eine stärkere Solidarität mit inhaftierten ‚Genossen‘, insbesondere den Mitgliedern der RAF, zu wecken.“ Ab 1974 wurde sie in Verfassungsschutzberichten dem „Vorfeld des Terrorismus“ zugerechnet. Im Jahr 1977 wurde die Rote Hilfe zum „Rekrutierungsfeld terroristischer Organisationen“ erklärt.
Das Bundesamt für Verfassungsschutz beobachtet die Rote Hilfe weiterhin. Laut Verfassungsschutzbericht 2022 leistet der Verein „Straf- und Gewalttätern aus dem linksextremistischen Spektrum politische und finanzielle Unterstützung, beispielsweise bei anfallenden Anwalts- und Prozesskosten sowie bei Geldstrafen und Geldbußen“. Er versuche, „durch meinungsbildende Öffentlichkeitsarbeit (Publikationen, Vorträge, Demonstrationen) die Sicherheits- und Justizbehörden sowie die rechtsstaatliche Demokratie zu diskreditieren“ und betreue „rechtskräftig verurteilte Straftäter während ihrer Haft, um diese weiter beziehungsweise stärker an die ‚Bewegung‘ zu binden“ und um sie „zum ‚Weiterkämpfen‘ zu motivieren“.
Der Verfassungsschutz von Nordrhein-Westfalen dagegen stellt die Rote Hilfe nicht direkt unter den Verdacht einer verfassungsfeindlichen Bestrebung, sieht sich zur „Erfüllung seiner Funktion als Frühwarnsystem in der wehrhaften Demokratie“ jedoch verpflichtet, die Rote Hilfe in einer „Liste der Bestrebungen und Organisationen“ aufzuführen, ohne sie damit als „verfassungsfeindlich“ nach § 3 Abs. 1 VSG NRW einzuschätzen.

#### Bundesregierung (2010/2018) und brandenburgische Landesregierung (2013)
Die Bundesregierung schrieb 2010 in ihrer Antwort auf eine Kleine Anfrage der Linken im Bundestag: „Die Gefangenenhilfsorganisation ‚Rote Hilfe e. V.‘ (RH) ist keine humanitäre, auf die Resozialisierung von Straftätern ausgerichtete Solidaritätsorganisation. Ihr Ziel ist es vielmehr, gewaltbereite ‚Linke‘ in ihrem Kampf gegen die bestehende Ordnung zu stützen und zu stärken. Dabei identifiziert sich die RH nicht nur mit der ideologischen Zielsetzung der linksextremistischen Straftäter, sondern auch mit deren Durchsetzung mittels Ausübung von Gewalt auch gegen Personen.“ Die „Rote Hilfe“ bekenne sich „ohne jede Einschränkung zu ihrer kommunistischen Tradition“.
Im Juli 2018 bekräftigte die Bundesregierung ihre Auffassung, dass die RH „in ihrer Gesamtheit linksextremistische und mithin verfassungsfeindliche Ziele in unterschiedlicher Intensität verfolgt“.
Brandenburgs Innenminister Ralf Holzschuher erklärte für die Brandenburgische Landesregierung im November 2013: „Das Gefahrenpotenzial der ‚Roten Hilfe e. V.‘ besteht darin, dass die systematische Verachtung der freiheitlichen demokratischen Grundordnung auf fruchtbaren Boden fallen könnte“. Der Roten Hilfe komme „eine Scharnierfunktion“ zu, weil sie als einzige linksextreme Organisation von allen Linksextremisten und auch vielen Linksalternativen akzeptiert werde. Die Organisation „pflegt massiv das Feindbild ‚Staat‘ und zielt mit ihrer Strategie darauf ab, den Staat und seine Institutionen als ‚Repressionsapparat‘ zu verunglimpfen. […] Sie erweckt bei ihren Mitgliedern ein Gefühl ständiger Überwachung und Repression.“

#### Bremen
Auf Antrag der Roten Hilfe erging am 23. Oktober 2017 eine einstweilige Anordnung des Bremer Verwaltungsgerichts, wonach sie im Verfassungsschutzbericht 2016 des Landesamts für Verfassungsschutz nicht länger als „gewaltorientiert“ bezeichnet werden darf. Der Innensenator legte beim Oberverwaltungsgericht Rechtsmittel gegen den Beschluss ein. Das Oberverwaltungsgericht untersagte in Abänderung des Beschlusses der Vorinstanz, die Rote Hilfe ohne weitere Erläuterung als „gewaltorientiert“ zu bezeichnen. Dementsprechend wird die Rote Hilfe in einer „aktualisierten Version“ des Bremer Verfassungsschutzberichts 2016 weiterhin dem „gewaltorientierten Linksextremismus“ zugeordnet; begründet wird dies nun mit „ihrer gewaltunterstützenden und gewaltbefürwortenden Einstellung“, „wenngleich die RH selbst nicht gewalttätig agiert“. Die rot-grüne Landesregierung bekräftigte anlässlich einer parlamentarischen Anfrage die Einschätzung ihrer Behörde.

### Wissenschaftliche Einschätzungen
Der Politikwissenschaftler Gereon Flümann sieht die Rote Hilfe in seiner Dissertationsschrift zwischen zwei Polen oszillieren. Einerseits stellt er fest, dass „sich im zivilgesellschaftlichen Rahmen für in Strafsachen angeklagte Personen einzusetzen, Rechtsschutz einzufordern oder Gesetze, von denen man annimmt, dass sie die politische Freiheit beschneiden, zu beanstanden, […] selbstverständliche und wünschenswerte Aktivitäten in demokratischen Verfassungsstaaten [sind].“ Und andererseits bemängelt er, die Rote Hilfe sei in ihrem gesamten Duktus darum bemüht, „das gegenwärtige politische System Deutschlands zu delegitimieren, indem sie bei militanten Brandstiftern und Terroristen von ‚politischen Gefangenen‘ spricht und rechtsstaatliche Urteile gegen jene als ‚Repression‘ bezeichnet“.
Nach der Soziologin Veronika Tacke stilisiert die RH durch die semantische Konstruktion einer Betroffenheit der linken Bewegung von „politischer Verfolgung“ durch einen „repressiven Staat“ die selbst eingenommene Distanz zur Gesellschaft zum Ausschluss. Die Konstruktion der sozialen Exklusion werde wiederum zur Legitimation des Kampfes gegen die Gesellschaft herangezogen.

## Bekannte Mitglieder und Unterstützer
In einer Erklärung mit der Überschrift „Solidarität muss organisiert werden!“ gaben sechs Abgeordnete der Linkspartei im Dezember 2007 ihren gemeinsamen Eintritt in die Rote Hilfe bekannt: die damalige stellvertretende Bundesvorsitzende Katja Kipping (MdB), Michael Leutert (MdB), Sevim Dağdelen (MdB), Nele Hirsch (MdB), Julia Bonk (MdL Sachsen) und Freya-Maria Klinger (MdL Sachsen).
Die Mitgliedschaft Norbert Müllers, MdL Brandenburg und Vizevorsitzender der Linken in Brandenburg, war Anlass für eine parlamentarische Anfrage der CDU-Opposition, die der Innenminister Ralf Holzschuher im November 2013 beantwortete.
Auch die im November 2007 gewählte Juso-Vorsitzende Franziska Drohsel gehörte der Roten Hilfe an. Aufgrund der Diskussion um diese Mitgliedschaft trat sie im Dezember 2007 aus dem Verein aus. Die ehemalige PDS-Politikerin Angela Marquardt sagte anlässlich ihres Eintritts in die SPD im März 2008, sie sei „seit vier bis fünf Jahren“ Mitglied der Roten Hilfe und die Rote Hilfe sei „in den neuen Bundesländern eine unverzichtbare Hilfe – unter anderem im Kampf gegen den Rechtsextremismus“.
Im Jahr 2013 wurde die Mitgliedschaft von Sina Doughan, Sprecherin der Grünen Jugend, bekannt. Auf die politischen Verstrickungen der Roten Hilfe angesprochen, äußerte Doughan, dass sie es „sehr, sehr kritisch“ sehe, wenn die Rote Hilfe tatsächlich politisch motivierte Gewalt gutheißen würde. Sie selbst „lehne Gewalt in jeder Form aus tiefer Überzeugung ab“. Oliver Höfinghoff, Mitglied des Berliner Abgeordnetenhauses für die Piratenpartei, geriet im Juni 2013 unter anderem wegen seiner Mitgliedschaft in der Roten Hilfe in die Kritik von SPD, CDU und regionalen Medien.
Anfang 2015 bekam das „Kulturzentrum Spartacus“ von der Stadt Potsdam den Ehrenamtspreis und widmete diesen der örtlichen Roten Hilfe wegen ihres Einsatzes gegen die „Bespitzelung und Kriminalisierung von Besuchern von Kulturprojekten, Fußballfans und Bands“ durch den Verfassungsschutz. Die Sprecherin der RH Potsdam kündigte an, nun noch intensiver gegen die angebliche Bespitzelung vorzugehen und sich „gegen die geheimdienstliche Beobachtung der Alternativkultur in Potsdam“ zu wehren. Das Cottbusser Jugendamt stellte 2017 die seit 15 Jahren laufende finanzielle Förderung des „Vereins für ein multi-kulturelles Europa“ und eines von ihm betriebenen Wohnprojekts „Zelle 79“ ein, nachdem bekannt wurde, dass der Verein seine Räume mehrmals für Veranstaltungen der Roten Hilfe bereitgestellt hatte.
Die Softwareentwicklerin Lilith Wittmann ist Mitglied der Roten Hilfe.

## Hans-Litten-Archiv
Das Hans-Litten-Archiv sammelt in erster Linie Dokumente und Materialien zur gesamten Geschichte der Solidaritätsorganisationen der Arbeiterbewegung und der sozialen Bewegungen in Deutschland, darunter auch der Rote Hilfe Deutschlands. Es ist nach dem Rechtsanwalt Hans Litten benannt.

### Selbstdarstellungen
- Rote Hilfe e. V. (Hrsg.): Vorwärts und nicht vergessen! 70/20 Jahre Rote Hilfe. Die Geschichte der Roten Hilfe von der Weimarer Republik bis zur Wiedergründung in den Siebziger Jahren. Kiel 1996 (1998) Volltext online.
- Markus Mohr: Genossenschutz. Die Rote Hilfe in Westberlin 1969-71. Hrsg. von der Roten Hilfe e. V. und dem Hans-Litten-Archiv e. V., Göttingen 2011.